# Campionat francès de futbol femení
El Campionat francès de futbol femení, anomenada Division 1 Féminine (D1F) és la màxima divisió de futbol femení a França. La lliga és disputada per 12 equips. Les temporades es desenvolupen de setembre a juny, cada equip juga 22 partits, sumant en total 132 partits cada temporada. La competició s'atura des de la segona setmana de desembre fins a la tercera setmana de gener. La Division 1 Féminine és qualificada com la segona millor lliga femenina d'Europa segons la UEFA.

## Història
La Division 1 Féminine va ser creada originalment el 1918 i gestionada per la Fédération des Sociétés Féminines Sportives de France (FSFSF), una organització femenina de futbol a França liderada per la pionera en l'esport femení a França i arreu del món, Alice Milliat. La lliga va durar dotze temporades abans de la dissolució a causa de la prohibició del futbol femení. El 1975, el futbol femení es va tornar a instal·lar oficialment i la Division 1 Féminine va tornar amb el finançament de la Federació Francesa de Futbol. Les jugadores van començar a signar contractes professionals amb els seus clubs a partir de la temporada 2009-10 (anteriorment semi-professionals), el més destacat dels quals és l'Olympique Lyonnais, el club més reeixit de la història de la lliga.

## Sistema de competició
La competició la disputen anualment 12 equips que juguen en un únic grup enfrontant-se tots contra tots a doble partit (un partit en camp propi i un altre a camp contrari), segons un calendari prèviament establert per sorteig.
Els equips puntuen en funció dels seus resultats: tres punts per partit guanyat, un per l'empat i cero per les derrotes (sistema utilitzat des de la temporada 2016-17, ja que en les temporades anteriors eren quatre punts per victòria, dos per empat i un per derrota). El club que suma més punts al final del campionat es proclama campió de lliga i obté una plaça per a la següent edició de la Lliga de Campions de la UEFA, juntament amb el segon classificat. Els dos últims equips descendeixen a la Division 2 Féminine i d'aquesta n'ascendeixen recíprocament dos equips.

## Palmarès
| Temporada   | Campió              | Subcampió           |
| Division 1  | Division 1          | Division 1          |
| ----------- | ------------------- | ------------------- |
| 1974-75     | Stade de Reims      | AS Orléans          |
| 1975-76     | Stade de Reims      | FC Rouen            |
| 1976-77     | Stade de Reims      | Caluire SCSC        |
| 1977-78     | AS Étrœungt         | Stade de Reims      |
| 1978-79     | AS Étrœungt         | Stade de Reims      |
| 1979-80     | Stade de Reims      | ASJ Soyaux          |
| 1980-81     | AS Étrœungt         | Stade de Reims      |
| 1981-82     | Stade de Reims      | AS Étrœungt         |
| 1982-83     | VGA Saint-Maur      | FCF Hénin-Beaumont  |
| 1983-84     | ASJ Soyaux          | VGA Saint-Maur      |
| 1984-85     | VGA Saint-Maur      | FC Lyon             |
| 1985-86     | VGA Saint-Maur      | ASJ Soyaux          |
| 1986-87     | VGA Saint-Maur      | ASJ Soyaux          |
| 1987-88     | VGA Saint-Maur      | FCF Hénin-Beaumont  |
| 1988-89     | Saint-Brieuc SC     | ASJ Soyaux          |
| 1989-90     | VGA Saint-Maur      | Poissy JSF          |
| 1990-91     | FC Lyon             | VGA Saint-Maur      |
| 1991-92     | FCF Juvisy          | Saint-Brieuc SC     |
| National 1A |                     |                     |
| 1992-93     | FC Lyon             | FCF Juvisy          |
| 1993-94     | FCF Juvisy          | FC Lyon             |
| 1994-95     | FC Lyon             | Toulouse OAC        |
| 1995-96     | FCF Juvisy          | ASJ Soyaux          |
| 1996-97     | FCF Juvisy          | Toulouse OAC        |
| 1997-98     | FC Lyon             | FCF Juvisy          |
| 1998-99     | Toulouse OAC        | ESOFV La Roche      |
| 1999-00     | Toulouse OAC        | FCF Juvisy          |
| 2000-01     | Toulouse OAC        | ESOFV La Roche      |
| 2001-02     | Toulouse FC         | FCF Juvisy          |
| Division 1  |                     |                     |
| 2002-03     | FCF Juvisy          | FC Lyon             |
| 2003-04     | Montpellier HSC     | FC Lyon             |
| 2004-05     | Montpellier HSC     | FCF Juvisy          |
| 2005-06     | FCF Juvisy          | Montpellier HSC     |
| 2006-07     | Olympique Lyon      | Montpellier HSC     |
| 2007-08     | Olympique Lyon      | FCF Juvisy          |
| 2008-09     | Olympique Lyon      | Montpellier HSC     |
| 2009-10     | Olympique Lyon      | FCF Juvisy          |
| 2010-11     | Olympique Lyon      | París Saint-Germain |
| 2011-12     | Olympique Lyon      | FCF Juvisy          |
| 2012-13     | Olympique Lyon      | París Saint-Germain |
| 2013-14     | Olympique Lyon      | París Saint-Germain |
| 2014-15     | Olympique Lyon      | París Saint-Germain |
| 2015-16     | Olympique Lyon      | París Saint-Germain |
| 2016-17     | Olympique Lyon      | Montpellier HSC     |
| 2017-18     | Olympique Lyon      | París Saint-Germain |
| 2018-2019   | Olympique Lyon      | París Saint-Germain |
| 2019-2020   | Olympique Lyon      | París Saint-Germain |
| 2020-2021   | París Saint-Germain | Olympique Lyon      |
| 2021-2022   | Olympique Lyon      | París Saint-Germain |
| 2022-2023   | Olympique Lyon      | París Saint-Germain |
| 2023-2024   | Olympique Lyon      | París Saint-Germain |
| 2024-2025   | Olympique Lyon      | París Saint-Germain |

### Títols per clubs
| Club                       | Títols | Anys |
| -------------------------- | ------ | --- |
| Olympique Lyon             | 18     | 2007, 2008, 2009, 2010, 2011, 2012, 2013, 2014, 2015, 2016, 2017, 2018, 2019, 2020, 2022, 2023, 2024 ,2025 |
| FCF Juvisy                 | 6      | 1992, 1994, 1996, 1997, 2003, 2006                                                                         |
| VGA Saint-Maur             | 6      | 1983, 1985, 1986, 1987, 1988, 1990                                                                         |
| Stade de Reims             | 5      | 1975, 1976, 1977, 1980, 1982                                                                               |
| FC Lyon†                   | 4      | 1991, 1993, 1995, 1998                                                                                     |
| Toulouse OAC / Toulouse FC | 4      | 1999, 2000, 2001, 2002                                                                                     |
| AS Étrœungt                | 3      | 1978, 1979, 1981                                                                                           |
| Montpellier HSC            | 2      | 2004, 2005                                                                                                 |
| Saint-Brieuc SC            | 1      | 1989 |
| ASJ Soyaux                 | 1      | 1984 |
| París Saint-Germain        | 1      | 2021 |

† Equip desaparegut. La temporada 2004-05 va traspassar els seus drets federatius a l'Olympique Lyon, amb els que va crear la secció femenina.